# Gabriel Morvay
Gabriel Stanisław Morvay (ur. 16 lipca 1934 w Tarnowie, zm. 16 września 1988 w Sabadell) – polski artysta, malarz i pisarz, tworzący na emigracji.
Rodzicami Gabriela Morvaya byli: malarz Kazimierz Morvay, z pochodzenia Węgier, pracujący w Muzeum Miasta Tarnowa jako konserwator dzieł sztuki oraz urodzona na Łotwie rzeźbiarka Jadwiga Essers. Jego ojcem chrzestnym został inny członek węgierskiej wspólnoty w Tarnowie, handlarz win i kolekcjoner Norbert Lippóczy.
Po ukończeniu Akademii Sztuk Pięknych w Warszawie, gdzie studiował w pracowni Artura Nacht-Samborskiego, zdecydował się na ucieczkę z Polski. W 1958 roku wyjechał do Paryża i uzyskał status uchodźcy politycznego. Tam związał się z cyganerią artystyczną, zbliżoną do École des Beaux-Arts, malując płótna w stylu liryzmu abstrakcyjnego i zwracając się w stronę sztuki informel. W tych latach obok Paryża przebywał dłużej w Rzymie i Casalmaggiore we Włoszech oraz Sabadell w Katalonii. W tym ostatnim mieście współtworzył w 1960 roku grupę artystyczną Gallot, tworzącą w nurcie action painting.
Kolejnym etapem w życiu artystycznym Gabriela Morvaya były lata 1967–1984, kiedy jego twórczość nie koncentrowała się na określonym stylu malarskim. Większość dzieł z tego okresu to liryczne pejzaże i plenery miejskie. Malarz prowadził w tym czasie również eksperymenty literackie, których owocem był tomik opowiadań La Chambre de Pauline. Od 1984 roku artysta zwrócił się w stronę radykalnego ekspresjonizmu i w tym stylu tworzył aż do śmierci w 1988 roku.
Dzieła Gabriela Morvaya znajdują się w prywatnych kolekcjach we Włoszech, Francji i Hiszpanii. Były wystawiane w Paryżu, Rzymie, Luksemburgu, Sabadell oraz Cremonie, gdzie towarzyszyły ekspozycji dzieł Pabla Picassa i Salvadora Dalí. W 2006 roku Muzeum Okręgowe w Tarnowie, we współpracy z hiszpańską badaczką malarstwa Morvaya, profesor Marią-Josep Balsach, zorganizowało pod patronatem Ministerstwa Kultury i Dziedzictwa Narodowego wystawę „Gabriel Morvay – powrót. (1934, Tarnów – 1988, Sabadell)”, prezentowaną następnie w Bochni i w Muzeum Polonii Węgierskiej w Budapeszcie. Była ona połączona z wystawieniem spektaklu o malarzu, autorstwa i w reżyserii włoskiego reżysera i teoretyka teatru, Alberto Macchiego. W czerwcu 2009 roku w tarnowskiej Galerii Miejskiej odbyła się kolejna wystawa prac Gabriela Morvaya, zatytułowana „Gabriel Morvay – malarz nieznany”.
Pamięć Gabriela Morvaya uczciły miasta, w których urodził się i zmarł: 29 października 2006 roku odsłonięto tablicę pamiątkową (autorstwa włoskiej artystki Giovanny Barozzi) na ścianie domu przy ulicy Urszulańskiej 27 w Tarnowie, gdzie mieszkał, zaś w Sabadell nazwano jego nazwiskiem jeden z placów miasta: Plaça de Gabriel Morvay.